# リヴ・リサ・フリース
リヴ・リサ・フリース（Liv Lisa Fries、1990年10月31日 - ）はドイツの女優。何本かの映画に出演しており、2017年に放送されたドイツのテレビドラマ『バビロン・ベルリン』の主要な女性キャラクターのシャルロッテ・リッターを演じて国際的な注目を集めた。

## 経歴
1990年10月31日にドイツ・ベルリンのシャリテー病院で誕生し、ベルリンのパンコウ区で成長した。
14歳のときに映画『レオン』を見てナタリー・ポートマンの演技に感銘を受けて女優を志した。2002年のデビュー後、主に『Add a Friend』『THE WAVE ウェイヴ』などのドイツの映画やテレビシリーズでおよそ40の役を演じた。映画初出演は『素粒子』（2006年）だったが、フリースの出番はカットされた。その後、『Schimanski』の2006年のエピソードに出演し、女性主要キャラクターを演じた。
ドイツのテレビ映画『Sie hat es verdient』に攻撃的で苛ついていて仲間の一人を拷問するリンダと言う名のティーンエイジャーで出演した。この撮影中は役柄と同じように孤独で孤立しているように感じていたと述べている。
交換留学生として北京で学び、母国語のドイツ語に加えて、英語、フランス語および中国語を話すことができる。2010年にアビトゥーアに合格した後、哲学と文学を学ぶために大学に戻ったが、俳優としてのキャリアが進んだことでドロップ・アウトした。
2013年、ドイツ映画『Und morgen Mittag bin ich tot』に出演。嚢胞性線維症を患う若い女性リーの演技で幅広く批評家からの称賛を浴びた。役作りのためにこの病気の患者と会ったり、ストロー越しに呼吸しながら階段を駆け上がったりもしたという。この演技によって2013年のバイエルン映画賞、マックス・オフュールス賞、ドイツ映画評論家賞、ドイツ監督賞を受賞した。
2016年にドイツのテレビドラマ『バビロン・ベルリン』のシャルロッテ・リッター役に抜擢され、ワイマール共和国時代のベルリンで機知と人脈を駆使して一連の事件を操作する貧困家庭出身の警察の記録係を演じ、これまででもっとも注目を集めた。番組の最初の2シーズンは2016年5月から8ヶ月以上に渡って撮影され、2017年8月から順次放送された。『バビロン・ベルリン』はドイツ国内だけではなく、海外の視聴者にも非常に人気があり、フリースの名声を国際的に押し上げ、ドイツの新進スターの一人とみなされて多くの雑誌に取り上げられた。その演技によって『バビロン・ベルリン』のチームとともにグリム賞を受賞した。
番組が1年間の長期製作休止期間にある間、2つのプロジェクトに出演した。1つは2017年の米国のテレビシリーズ『カウンターパート/暗躍する分身』の第1および第2シーズンで、もう1つはルイス・ホフマンと共演した映画『Prélude』だった。2018年後半には『バビロン・ベルリン』第3シーズンの半年に及ぶ撮影に入り、2020年1月に放送。2020年6月から第4シーズンの撮影に入り、2022年に放送された。

## 私生活
2020年時点でブランデンブルク州の片田舎で暮らしており、乗馬を趣味としている。

## 主な出演作品

### 映画
- 『THE WAVE ウェイヴ』 Die Welle (2008)
- Bis aufs Blut – Brüder auf Bewährung (2010)
- 『ロミオ（英語版）』 Romeos (2011)
- Und morgen Mittag bin ich tot (2013)
- Staudamm (2013)
- 『プレゼンス（ドイツ語版）』 Die Präsenz (2014)
- 『LOST MEMORY B7（英語版）』 Boy 7 (2015)
- Heil (2015)
- Lou Andreas-Salomé (2016) 、ルー・アンドレアス・ザロメについてのドイツ語映画
- Rakete Perelman (2017)
- Prélude (2019)
- 『ヒンターラント』 Hinterland (2021)
- Confessions of Felix Krull (2021)
- 『ミュンヘン:戦火燃ゆる前に（ドイツ語版）』 Munich – The Edge of War (2021)
- Zwischen uns (2021)
- Freud’s Last Session (2023)
- In Liebe, Eure Hilde (2023)

### テレビ
- 『悪魔のコード』 Die Jagd nach dem Schatz der Nibelungen (2008) (TV映画)
- Sie hat es verdient (2010) (TV映画)
- Polizeiruf 110 (2012) (ゲスト出演）
- Tatort (2014) (ゲスト出演)
- NSU German History X (2016) (TVミニシリーズ)
- 『バビロン・ベルリン』 Babylon Berlin (2017-) (TVシリーズ)
- 『カウンターパート/暗躍する分身（英語版）』 Counterpart (2017-19) (TVシリーズ)

## 受賞
- 2012年：最優秀若手女優賞：Sie hat es verdient（ゴールデンカメラ賞（英語版））
- 2014年：最優秀若手女優賞：Und morgen Mittag bin ich tot（バイエルン映画賞（英語版））
- 2014年：最優秀若手女優賞：Und morgen Mittag bin ich tot（マックス・オフュールス賞）
- 2015年：最優秀女優賞：Und morgen Mittag bin ich tot（ドイツ映画批評家賞（英語版））
- 2018年：グリム賞（英語版）：『バビロン・ベルリン』[注釈 1]